# Dżazraja
Dżazraja (arab. جزرايا) – miejscowość w Syrii, w muhafazie Aleppo. W 2004 roku liczyła 4943 mieszkańców.